# Herzeleide van Pruisen

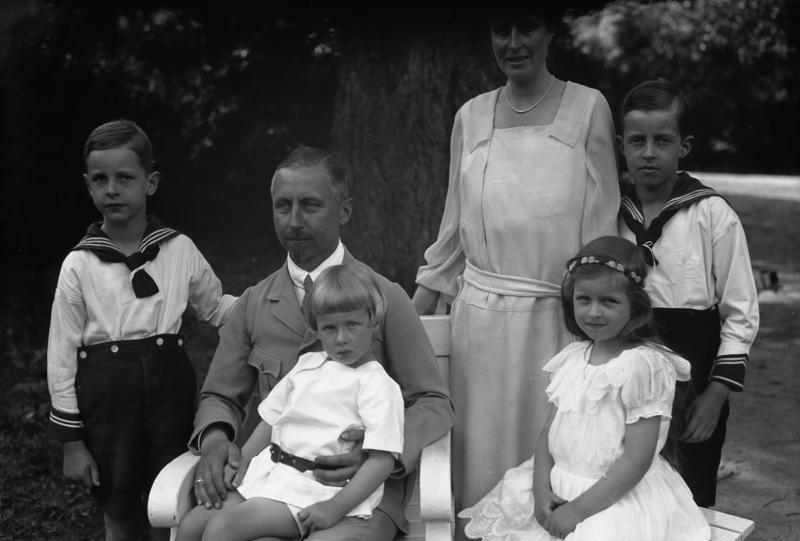
Prinses Herzeleide van Pruisen, zittend rechts voor met haar broers en ouders

Herzeleide Ina-Marie Sophie Charlotte Else van Pruisen (Bristow (Mecklenburg-Voor-Pommeren), 25 december 1918 - München, 22 maart 1989) was een Pruisische prinses uit het huis Hohenzollern.
Zij was de enige dochter van prins Oscar van Pruisen, een jongere zoon van de laatste Duitse keizer Wilhelm II en Ina Marie van Bassewitz-Levetzow. Zij werd geboren net na de val het Duitse keizerrijk en kreeg daarom de naam Herzeleide, wat zoveel betekent als "hartepijn". 
In 1938 was ze een van de bruidsmeisjes bij het huwelijk van haar nicht Frederika van Brunswijk met Paul I van Griekenland. Niet lang daarna trouwde zij zelf, negentien jaar oud, met de 31 jaar oude prins Karl Peter Biron van Courland. Zij kregen drie kinderen:
- Benigna (1939)
- Ernst-Johan (1940)
- Michiel Karel (1944)